# Luigi Bruschetti
Luigi Bruschetti (Cingoli, 7 febbraio 1826 – Cingoli, 27 ottobre 1881) è stato un vescovo cattolico italiano.

## Biografia

### Formazione
Luigi Bruschetti nacque a Villa Strada, frazione di Cingoli, settimo degli otto figli di Pompilio e Santa Francioni.
Tra il 1839 e il 1842, frequentò il Seminario Diocesano di Cingoli, per poi proseguire gli studi al Nobil Collegio maschile con sede nel Palazzo Campana di Osimo. Il 24 dicembre 1848, fu ordinato sacerdote dal Cardinale Giovanni Soglia Ceroni, Vescovo di Osimo e Cingoli.
Nel 1849 divenne segretario particolare di monsignor Camillo Amici, commissario delle Marche e successivamente legato a Bologna. Nel 1850 accompagnò mons. Amici a Trieste per l'inaugurazione della ferrovia Trieste-Lubiana.
Dal 1852 al 1854, si dedicò allo studio delle lingue francese, tedesca, spagnola e inglese. L'11 marzo 1857 ottenne il dottorato in utroque iure a Roma.

### Gli anni in Austria
Nel 1858, quando mons. Amici divenne Ministro dell'Interno di Pio IX, Luigi Bruschetti fu nominato uditore di nunziatura e segretario di mons. Mariano Falcinelli Antoniacci, nunzio apostolico in Brasile. Nel 1864 mons. Falcinelli Antoniacci fu trasferito come nunzio apostolico a Vienna e Bruschetti lo seguì nella capitale austriaca.
Durante il prolungato incarico presso la Nunziatura austriaca, Luigi Bruschetti si fece notare per la sua cordiale affabilità e per le eccellenti doti nelle relazioni interpersonali e diplomatiche, «meritandosi unanime stima e rispetto: della corte imperiale, del governo, delle autorità ecclesiastiche e del clero».
Conobbe l'imperatore Francesco Giuseppe I d'Austria e la moglie Elisabetta di Baviera, detta Sissi e «dimorava spesso al castello di Schonbrunn. L'imperatore, stimandone cultura e modi, spesso lo voleva suo compagno nelle passeggiate del mattino nel parco del castello e al suo fianco nei concerti che si davano a corte».
Fu, poi, mons. Bruschetti, su esplicita richiesta dell'imperatrice a battezzarne la prediletta figlia la principessa Maria Valeria d'Asburgo-Lorena.
Quale ufficiale segno di apprezzamento l'imperatore Francesco Giuseppe gli tributò l'onorificenza di commendatore dell'Impero.

### Gli anni in America
Nel 1873 mons. Falcinelli Antoniacci divenne cardinale e Bruschetti fu nominato reggente della Nunziatura in Brasile. Dopo la morte del nunzio Michele Ferrini nel 1875, Bruschetti fu nominato delegato apostolico provvisorio in Brasile.
Il 26 giugno 1876, fu nominato vescovo di Abido e delegato apostolico presso la Costa Rica, essendo stato ordinato vescovo a Rio de Janeiro da mons. Cesare Roncetti. 
Dalla metà del XIX secolo, la Repubblica di Costa Rica presentava una situazione, per quanto concerne gli aspetti legati alla religione cattolica, piuttosto complessa, nonostante la firma del concordato con la Santa Sede risalente al 1851. Da tempo, infatti, i protestanti stabilitisi nel Paese avevano sostenuto governi avversi al Cattolicesimo e il potere pubblico, inoltre, era dominato dalla massoneria, mascherata sotto il titolo di "filantropia" e amore per il popolo.
Di conseguenza, la sede vescovile di San José de Costa Rica era vacante da anni e l'elezione di un nuovo vescovo era stata ritardata. Il Presidente della Repubblica, che aveva il diritto di presentare il candidato secondo le norme del concordato, aveva proposto un soggetto non gradito alla Santa Sede. Per risolvere la complessa situazione della diocesi, il Papa decise di nominare mons. Luigi Bruschetti come vicario apostolico e la nomina fu ben accolta dal governo, dall’ambiente clericale e dal popolo.
Una volta insediatosi, mons. Bruschetti scoprì che nella diocesi di San José non esisteva un vero e proprio seminario e gli ecclesiastici, alcuni dei quali poco degni del profilo ricoperto, erano presenti in numero limitato; cinque sacerdoti erano stati sospesi e altri erano iscritti alla massoneria. In tutta la repubblica c'erano solo sei gesuiti che gestivano un collegio e sei suore di carità che si occupavano dell'ospedale. Per rafforzare e riformare il seminario, mons. Bruschetti ottenne da papa Pio IX l'invio dei padri lazzaristi.
Durante la sua permanenza nel Paese, inoltre, mons. Bruschetti intraprese una serie di visite pastorali in tutte le parrocchie, anche nelle più remote ed accessibili solo a cavallo. Si prese cura in particolare dei detenuti, trovati in uno stato di desolante abbandono e privi da lungo tempo di ogni soccorso spirituale. Gradualmente, attraverso ripetuti incontri con il Presidente della Repubblica, cercò di appianare le divergenze con la Santa Sede grazie alle vie diplomatiche. Il governo accettò di presentare come candidato all'episcopato e come vescovo della diocesi di San José il sacerdote Bernardo Augusto Thiel Hoffman, professore di teologia dogmatica e diritto canonico in seminario, amato e stimato dalla maggioranza dell’opinione pubblica. Don Thiel, sacerdote della Congregazione delle Missioni di San Vincenzo de Paoli, fu dunque nominato vescovo della diocesi di San José e consacrato proprio da mons. Bruschetti.
Dedicò inoltre molto interesse al Pontificio Collegio Pio Latino Americano eretto a Roma per l'educazione e l'istruzione dei sacerdoti oriundi del Sud e Centro America; negli alunni di tale seminario vedeva i futuri sostegni della Chiesa dell'America, ben preparati per dottrina e per formazione spirituale, degni di essere nuovi vescovi di quelle diocesi.

### Ultimi anni
Nel 1878, dopo essersi ammalato di malaria, mons. Bruschetti scrisse al Segretario di Stato, cardinale Lorenzo Nina, esprimendo il desiderio di prestare servizio fuori dall'America e chiedendo contestualmente un congedo per motivi di salute. 
Nel 1879 benedisse solennemente la cattedrale metropolitana di San José, ricostruita poco prima e, il 18 marzo 1880, consacrò la chiesa della parrocchia dell'Immacolata Concezione di Heredia.
Fu richiamato, finalmente, in Italia nel 1881, anno in cui il 15 agosto 1881, celebrò la Messa nel Duomo di Cingoli e un pontificale a Santa Sperandia il 4 settembre. Morì poco dopo, il 27 ottobre 1881, a soli 55 anni, lasciando i suoi beni ai poveri, al Santo Padre, al Seminario Vescovile di Cingoli e al Pontificio Collegio Pio Latino Americano.
Il Municipio di Cingoli amministra ancora oggi l’Opera Pia Bruschetti come Ente Morale.
Le sue spoglie riposano nel cimitero di Cingoli, nella cappella di famiglia, sulla cui lapide si può leggere:
Pro Aloisio Bruschetti qui literis linguis / disciplinis ex-cultus in Brasilia et Austria / Auditor N.A. rursus in Brasiliam ausus iter / pro Nuntio ardua expedivit. Episcopus Abyd./ Auctus Ap. Delegatione in Rep. Costaricensi / lethali contracto morbo tenax propositi / tardius domum redux diutina febri confectus / pie decessit VI kal. Nov. MDCCCLXXXI. / Aet. S. a. LV. m. VII d. XX.
A lui sono intitolate una via a Cingoli e una piazza nella frazione Villa Strada di Cingoli, suo luogo di nascita.

## Genealogia episcopale e successione apostolica
La genealogia episcopale è:
- Cardinale Scipione Rebiba
- Cardinale Giulio Antonio Santori
- Cardinale Girolamo Bernerio, O.P.
- Arcivescovo Galeazzo Sanvitale
- Cardinale Ludovico Ludovisi
- Cardinale Luigi Caetani
- Cardinale Ulderico Carpegna
- Cardinale Paluzzo Paluzzi Altieri degli Albertoni
- Papa Benedetto XIII
- Papa Benedetto XIV
- Cardinale Enrico Enriquez
- Arcivescovo Manuel Quintano Bonifaz
- Cardinale Buenaventura Córdoba Espinosa de la Cerda
- Cardinale Giuseppe Maria Doria Pamphilj
- Papa Pio VIII
- Papa Pio IX
- Cardinale Alessandro Franchi
- Arcivescovo Cesare Roncetti
- Vescovo Luigi Bruschetti

La successione apostolica è:
- Vescovo Bernardo Augusto Thiel Hoffman, C.M. (1880)